# Zadnia Rzeżuchowa Kopa
Zadnia Rzeżuchowa Kopa (słow. Zadná Žeruchová kopa) – wzniesienie w słowackiej części Tatr Wysokich, położone w dolnym fragmencie Koziej Grani. Od Skrajnej Rzeżuchowej Turni na południowym zachodzie oddziela ją Zadni Rzeżuchowy Przechód, natomiast od Skrajnej Rzeżuchowej Kopy na północnym wschodzie jest oddzielona Skrajnym Rzeżuchowym Przechodem. Wierzchołek Zadniej Rzeżuchowej Kopy znajduje się tuż ponad Zadnim Rzeżuchowym Przechodem.
Stoki północno-zachodnie opadają ze szczytu do Doliny Białych Stawów, południowo-wschodnie – do Doliny Zielonej Kieżmarskiej. Na północ od Zadniej Rzeżuchowej Kopy, w Niżniej Rzeżuchowej Kotlinie, znajduje się Niżni Rzeżuchowy Stawek. W południowo-wschodnich stokach znajduje się trawiasty żleb. Tereny wokół wzniesienia częściowo porośnięte są kosodrzewiną.
Na Zadnią Rzeżuchową Kopę, podobnie jak na inne obiekty w Koziej Grani, nie prowadzą żadne znakowane szlaki turystyczne. Najdogodniejsze drogi dla taterników wiodą na szczyt granią z sąsiednich przełęczy i z Doliny Białych Stawów.
Nazwy Rzeżuchowych Turni i sąsiednich obiektów pochodzą od Rzeżuchowych Stawków (Niżniego i Wyżniego), nad którymi obficie rośnie rzeżucha gorzka.